# Silvio Branco
Silvio Branco (* 26. August 1966 in Civitavecchia, Italien) ist ein italienischer Profiboxer aus der Minderheit der Roma. Er konnte insgesamt zweimal WBA-Weltmeister im Halbschwergewicht werden. Er ist der ältere Bruder des Boxers Gianluca Branco.

## Boxkarriere
Silvio Branco boxte in seinem ersten Profikampf am 14. Juli 1988 in Italien gegen Philip Houthoofdt. Er dominierte den Kampf und gewann durch K. o. in der 5. Runde. Danach folgten weitere K.-o.-Siege unter anderem gegen Alfredo Reyes und Jimmy Gourad.
1993 wurde Silvio Branco italienischer Meister im Mittelgewicht. Er verteidigte seinen Titel dreimal. 1994 holte er sich den WBC-International-Titel und 1995 den IBF-Interconti-Titel in derselben Gewichtsklasse. 1996 schlug er Thomas Tate nach Punkten und wurde WBU-Weltmeister im Mittelgewicht. 2000 schlug er im Supermittelgewicht Glen Johnson und Robin Reid und boxte gegen Sven Ottke um den IBF-Weltmeistertitel. Er verlor umstritten nach Punkten. Im Jahr 2003 trat er gegen Mehdi Sahnoune um den WBA-Weltmeistertitel im Halbschwergewicht an und besiegte ihn in der elften Runde durch TKO. Allerdings verlor er seinen Titel schon im nächsten Kampf gegen den Franzosen Fabrice Tiozzo knapp und durch Mehrheitsentscheidung nach Punkten. Im Juli 2006 besiegte er Manny Siaca hoch nach Punkten und sicherte sich den Interims-Titel der WBA im Halbschwergewicht. Als Fabrice Tiozzo seinen WBA-Weltmeistertitel im Oktober desselben Jahres in derselben Gewichtsklasse niederlegte, wurde Branco der volle Weltmeister-Status der WBA zugesprochen, somit wurde er zum zweiten Mal Weltmeister in dieser Gewichtsklasse. Neun Monate später verlor er seinen Titel an Stipe Drews. Im selben Jahr schlug er Peter Venancio und wurde WBC-Latino-Meister und WBC-International-Meister Im Halbschwergewicht.
Mit 43 Jahren boxte Branco gegen Jean Pascal um die WBC-Weltmeisterschaft im Halbschwergewicht. Branco verlor durch technischen Knockout in der 10. Runden.
Im Jahr 2010 holte sich Branco den internationalen Titel der WBC im Cruisergewicht und verteidigte ihn im selben Jahr. Im Jahr 2012 boxte er zweimal gegen Giacobbe Fragomeni um den WBC-Silber-Cruisergewichtstitel. Der erste Kampf ging unentschieden aus, der zweite Kampf endete durch eine geteilte Punktentscheidung für Fragomeni. Sieben Monate später boxte er gegen den Finnen Juho Haapoja. Es ging wieder um den WBC-Silber-Cruisergewichtstitel, diesmal konnte sich Silvio Branco den Titel sichern.